# Szalai Antal (prímás)
Szalai Antal (Budapest, 1947. április 10.) Liszt Ferenc-díjas hegedűművész, prímás, a Honvéd Művészegyüttes Népi Zenekarának volt vezetője, Zalai Antal hegedűművész édesapja.

## Életpályája
Szalai Antal 1947-ben Budapesten zenész családban született. Régi zenészdinasztiából származik és generációkra visszamenően híres muzsikusok voltak ősei. Az általános iskolát a budapesti Dugonics úti általános iskolában végzi ezt követően először a Bem József majd az Asztalos János gimnáziumban tanul tovább ahol érettségit szerez. Zeneiskolai tanulmányait Mazopusz Péternél kezdte később a zenei továbbképzőben Egerland Istvánnál és Kalmár Mihálynál az operaház művészeinél végezte. Az egyéni és zenekarvezetői működési engedélyét az akkori Országos Szórakoztatózenei Központ(OSZK)-nál az 1970-es évek elején szerezte meg. Már fiatalon 16 éves kora óta szerepel pódiumokon és kápráztatja el a hallgató közönségét. Édesapja is prímás volt, két nagyapja közül az egyik cimbalmos, másik pedig brácsás volt. 1963-ban lett a Honvéd Együttes Népi Zenekarának tagja, majd később 1969-től művészeti vezetője tényleges alezredesi rangfokozatban.
1971-ben megalakította saját zenekarát. A zenekar repertoárja széles zeneműfaji tartományt ölel fel. Ezek között sok a reformkor nemzeti verbunkos zenéje, a hagyományos csárdás muzsika, a népdalfeldolgozás. A zenekar tagjai kiváló készségű és képzettségű muzsikusok, akik képesek magas színvonalon tolmácsolni a népszerű cigányzenét és többek között Lehár Ferenc valamint Kálmán Imre világhírű operett slágereit. A széles repertoár lehetővé teszi, hogy bármilyen összeállítással mutatkozzék be, minden műfajban igényesen kiművelt zenekari hangzással párosult, virtuóz előadásban gyönyörködhet a közönség.
Évtizedek alatt a világ hatvanhárom országában vendégszerepelt és ezalatt megközelítőleg ötezer koncertet adott. Vezetésével, cigányzenekarként a világon elsőként ők mutatkozhattak be a Sydney Operában. Több emlékezetes, nagy zenei fesztiválokon is részt vett (Sydney, Lucern, Ulm, Amszterdam, Párizs, London). Nagy zenei ügynökségek (Philips, Cloumbia) közreműködésével ismétlődően több hónapos koncertturnékon vett részt az Egyesült Államokban. Ezeken kívül nagy sikerrel turnézott és koncertezett Ausztráliában, Japánban és Európa majd-minden országában. A koncertezésen kívül 2011-től mesterkurzusokon is tanított a Zeneakadémián.
Számtalan önálló zenekari lemez, CD, hangkazetta, valamint televízió-felvétel őrzi munkáját. Elsősorban a Magyar Televízióban, de sok más európai televízió műsorában is szerepelt. A rádióban vele rögzített hanganyagok is jelentősek. Ezek sikerét mutatja az is, hogy két éven keresztül a Magyar Rádió vezetőprímásaként is tevékenykedett. Művészi tevékenységét 1997-ben Köztársasági Ezüst Érdemkeresztel ismerték el, 2003-ban kiemelkedő katonazenészi munkásságáért Egressy Béni-díjat kapott, majd 2005-ben Liszt-díjjal tüntették ki.

## Díjai
- 1997 - Köztársasági Ezüst Érdemkereszt
- 2003 - Egressy Béni-díj
- 2005 - Liszt Ferenc-díj
- 2014- Kölcsey Ferenc-díj
- 2022- Magyar Arany Érdemkereszt

## Lemezei
- Most van a nap lemenőbe' - (Szalai Antal és Népi Zenekara) 1970
- Clarinet Concert - Folk Orchestra of the Hungarian People's Army, Szalai Antal 1980
- Melis György - Muzsikánál nincs jobb barát (Szalai Antal és Népi Zenekara) 1983
- Hiányzik Valaki (Someone's Missing) (Szalai Antal és Népi Zenekara) 1985
- Helyre Kati! - (LP) 1986
- Pécsi Kiss Ágnes / Győri Szabó József* / Antal Szalai And His Gypsy Band* - Elküldöm A Levelemet (LP) 1986
- De Jó Prímás Van Itt A Csárdában (Szerdahelyi János Nótái) (LP, Comp) 1988
- Szentendrei Klára - Hungary, how beautiful you are - (Szalai Antal és Népi Zenekara)1990
- Gipsy Fantasia - (Szalai Antal és Népi Zenekara)1990
- Magyarok Szép Hazája ((Szalai Antal és Népi Zenekara)) Hazám! - Nemzeti Zenei Különlegességek 1848-1938 (CD, Comp)2000
- Antal Szalai And His Gypsy Band (CD, Album) 2007
- Antal Szalai And His Gypsy Band (CD, Album) 2008